# Madeleine Mantock
Madeleine Mantock (* 26. května 1990 Nottinghamshire, Anglie) je britská herečka. Proslavila se rolemi v seriálech Into the Badlands, Lidé zítřka, Charmed a rolí ve filmu Na hraně zítřka.

## Životopis
Narodila se v Nottinghamshire v Anglii. Navštěvovala uměleckou školu Arts Educational Schools v Londýně, kde získala bakalářský titul, v oboru Muzikálové divadlo.

## Kariéra
Pracovala hlavně na televizních projektech. Před maturitou získala roli Scarlett Conway v seriálu Casualty. V seriálu hrála během let 2011 až 2012 a objevila se v 36 dílech. Následující rok se objevila v seriálu Lee Nelson's Well Funny People.
Po přestěhování do Spojených států amerických získala jednu z hlavních rolí v seriálu stanice The CW Lidé zítřka. Seriál byl však zrušen po odvysílání první řady. V roce 2014 si zahrála vedlejší roli ve filmu Na hraně zítřka. Během let 2015 až 2017 hrála roli Veil v seriálu Into the Badlands. V roce 2017 si zahrála ve filmu Breaking Brooklyn. S rokem 2018 přišla role v seriálu stanice BBC Age Before Beauty a role v rebootovém seriálu stanice The CW Charmed.

## Filmografie

### Film
| Rok  | Název                  | Role         | Poznámky |
| ---- | ---------------------- | ------------ | -------- |
| 2014 | Na hraně zítřka        | Julie        |          |
| 2016 | The Truth Commissioner | Laura        |          |
| 2017 | Breaking Brooklyn      | Faith Bryant |          |
| 2018 | Age Before Beauty      | Lorelei      |          |

### Televize
| Rok     | Název                          | Role              | Poznámky             |
| ------- | ------------------------------ | ----------------- | -------------------- |
| 2011–12 | Casualty                       | Scarlett Conway   | hlavní role, 36 dílů |
| 2013    | Lee Nelson's Well Funny People | slečna Summersová | díl 1.4              |
| 2013–14 | Lidé zítřka                    | Astrid Finch      | hlavní role, 22 dílů |
| 2015–17 | Into the Badlands              | Veil              | hlavní role, 16 dílů |
| 2018–21 | Charmed                        | Macy Vaughn       | hlavní role, 59 dílů |